# Federación Mapuche de Estudiantes
La Federación Mapuche de Estudiantes (FEMAE) es una organización de estudiantes mapuches que se define como «un organismo y red autónoma compuesta por estudiantes de educación superior» cuyo fin es «contrarrestar el fuerte desarraigo cultural y político que sufre el estudiantado en la educación formal que ofrece el Estado de Chile». Desde 2011, están representados en la Mesa Ejecutiva de la Confederación de Estudiantes de Chile (CONFECH).
Participaron activamente de las movilizaciones estudiantiles de 2011 con la finalidad de preparar un programa político para hacer frente a la Reforma Educacional.